# 3313 Мендель
3313 Мендель (3313 Mendel) — астероїд головного поясу, відкритий 19 лютого 1980 року.
Тіссеранів параметр щодо Юпітера — 3,349.